# Дивна недеља
Дивна недеља је јапански филм снимљен 1947. у режији Акире Куросаве. 